# Wrongfully Accused
Wrongfully Accused is een Amerikaanse komische film uit 1998, geregisseerd en deels geschreven en geproduceerd door Pat Proft. De hoofdrol wordt gespeeld door Leslie Nielsen. De film is voor het grootste deel een parodie op de film The Fugitive uit 1993, maar parodieert ook enkele andere films en televisieseries.

## Verhaal
Ryan Harrison, een beroemde violist, krijgt ten onrechte een moord in de schoenen geschoven. De echte moordenaar is Sean Laughrea, een man met maar één arm, één been en één oog. Harrison wordt gearresteerd en ter dood veroordeeld. Tijdens een ongeluk met de bus die de gevangenen vervoert weet hij te ontsnappen. Vervolgens gaat hij op zoek naar de echte moordenaar en de reden waarom hij als zondebok is uitgekozen.
Harrison wordt bijgestaan door een vrouw genaamd Cass. Tijdens zijn vlucht komt hij achter een plan om de Secretaris-generaal van de Verenigde Naties te vermoorden. Door aan een parade mee te doen weet hij in de buurt van de Secretaris-Generaal te komen en tegelijkertijd weet hij de aanslag te verijdelen.

## Rolverdeling
| Acteur          | Personage               |
| --------------- | ----------------------- |
| Leslie Nielsen  | Ryan Harrison           |
| Richard Crenna  | Lieutenant Fergus Falls |
| Kelly Le Brock  | Lauren Goodhue          |
| Melinda McGraw  | Cass Lake               |
| Michael York    | Hibbing Goodhue         |
| Sandra Bernhard | Dr. Fridley             |
| Aaron Pearl     | Sean Laughrea           |
| Leslie Jones    | Sergeant Tina Bailey    |
| Ben Ratner      | Sergeant Orono          |
| Gerard Plunkett | Sir Robert McKintyre    |
| Duncan Fraser   | Sergeant MacDonald      |

## Achtergrond

### Notities
- De film werd grotendeels in Vancouver opgenomen.
- De namen van een aantal personages zijn in werkelijkheid plaatsnamen in de staat Minnesota.

### Parodieën
De scènes die geparodieerd worden komen o.a. uit:
- The Fugitive
- The Usual Suspects
- Patriot Games
- Clear and Present Danger
- On the Waterfront
- Star Wars
- The Godfather
- Casablanca
- Falling Down
- Ben-Hur
- Dirty Harry
- Superman
- Braveheart
- Baywatch
- North by Northwest
- Die Hard
- Mission: Impossible
- Titanic
- Charlie's Angels
- Riverdance

### Ontvangst
Wrongfully Accused ging in Noord-Amerika op 21 augustus 1998 in 2062 bioscopen in première. In het openingsweekend bracht de film $3.504.630 op. De wereldwijde opbrengst kwam uit op $9.623.329.
Reacties van critici op de film waren over het algemeen negatief. Op Rotten Tomatoes geeft 23% van de recensenten de film een goede beoordeling.